# Comitatul Lehigh, Pennsylvania
Comitatul Lehigh (în engleză Lehigh County) este un comitat din statul Pennsylvania, Statele Unite ale Americii. Conform recensământului din 2010 avea o populație de 349.497. Reședința comitatului este orașul Allentown, al treilea cel mai mare oraș din stat, după Philadelphia și Pittsburgh.

## Geografie

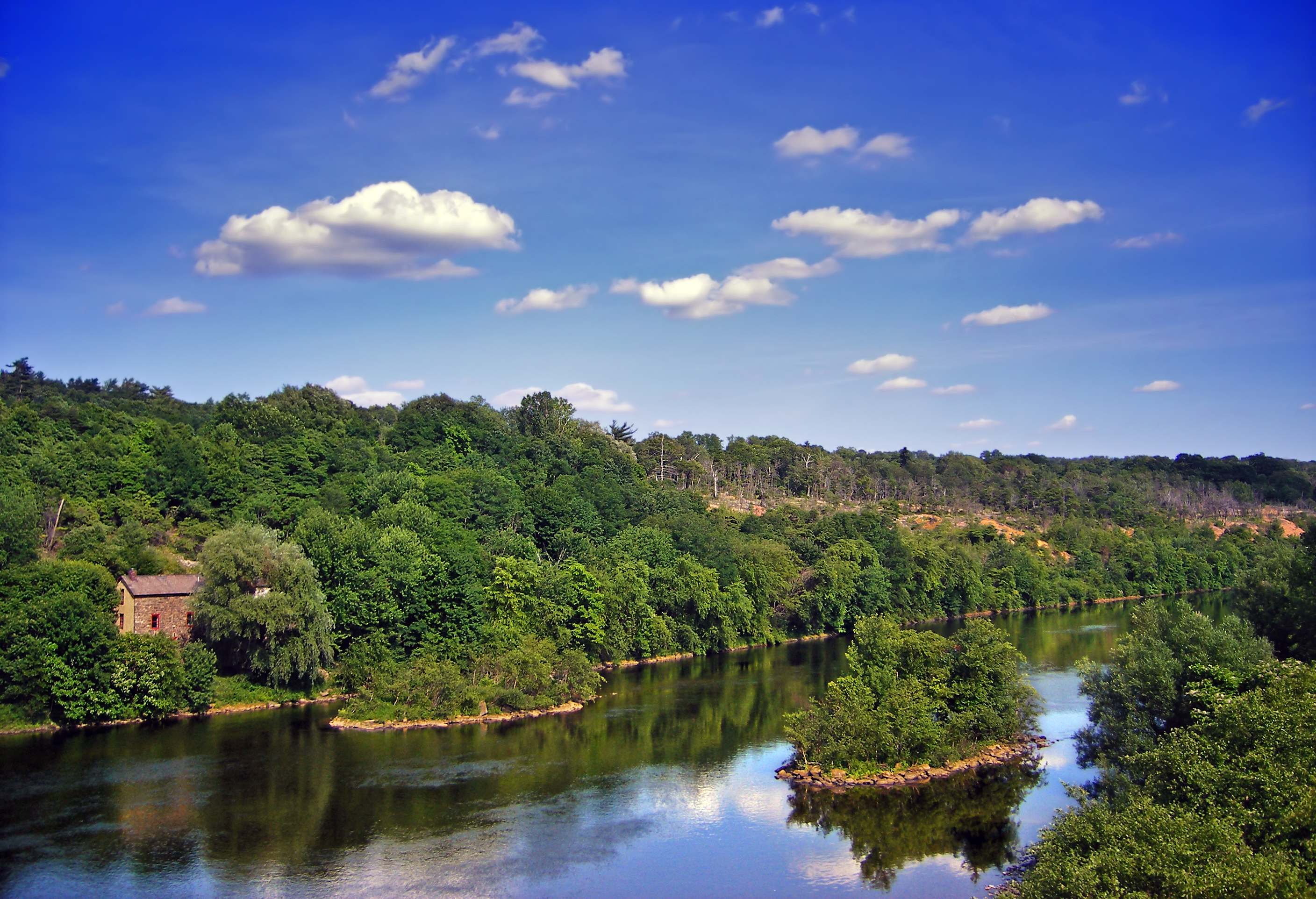
Lehigh River lângă Slatington la hotarul Lehigh County–Northampton County, 2007

### Comitate adiacente
- Berks County (vest)
- Bucks County (sud-est)
- Carbon County (nord)
- Montgomery County (sud)
- Northampton County (nord-est)
- Schuylkill County (nord-vest)

### Clima
| Date climatice pentru Allentown, Pennsylvania (Lehigh Valley Int'l), 1981–2010 normals, extremes 1922–present | Date climatice pentru Allentown, Pennsylvania (Lehigh Valley Int'l), 1981–2010 normals, extremes 1922–present | Date climatice pentru Allentown, Pennsylvania (Lehigh Valley Int'l), 1981–2010 normals, extremes 1922–present | Date climatice pentru Allentown, Pennsylvania (Lehigh Valley Int'l), 1981–2010 normals, extremes 1922–present | Date climatice pentru Allentown, Pennsylvania (Lehigh Valley Int'l), 1981–2010 normals, extremes 1922–present | Date climatice pentru Allentown, Pennsylvania (Lehigh Valley Int'l), 1981–2010 normals, extremes 1922–present | Date climatice pentru Allentown, Pennsylvania (Lehigh Valley Int'l), 1981–2010 normals, extremes 1922–present | Date climatice pentru Allentown, Pennsylvania (Lehigh Valley Int'l), 1981–2010 normals, extremes 1922–present | Date climatice pentru Allentown, Pennsylvania (Lehigh Valley Int'l), 1981–2010 normals, extremes 1922–present | Date climatice pentru Allentown, Pennsylvania (Lehigh Valley Int'l), 1981–2010 normals, extremes 1922–present | Date climatice pentru Allentown, Pennsylvania (Lehigh Valley Int'l), 1981–2010 normals, extremes 1922–present | Date climatice pentru Allentown, Pennsylvania (Lehigh Valley Int'l), 1981–2010 normals, extremes 1922–present | Date climatice pentru Allentown, Pennsylvania (Lehigh Valley Int'l), 1981–2010 normals, extremes 1922–present | Date climatice pentru Allentown, Pennsylvania (Lehigh Valley Int'l), 1981–2010 normals, extremes 1922–present |
| Luna | Ian | Feb | Mar | Apr | Mai | Iun | Iul | Aug | Sep | Oct | Nov | Dec | Anual |
| --- | --- | --- | --- | --- | --- | --- | --- | --- | --- | --- | --- | --- | --- |
| Maxima istorică °F (°C)                                                                                       | 72 (22) | 76 (24) | 87 (31) | 93 (34) | 97 (36) | 100 (38) | 105 (41) | 100 (38) | 99 (37) | 92 (33) | 81 (27) | 72 (22) | 105 (41) |
| Maxima medie °F (°C)                                                                                          | 36.0 (2,2) | 39.8 (4,3) | 49.4 (9,7) | 61.3 (16,3)                                                                                                   | 71.5 (21,9)                                                                                                   | 80.1 (26,7)                                                                                                   | 84.2 (29) | 82.4 (28) | 74.9 (23,8)                                                                                                   | 63.6 (17,6)                                                                                                   | 52.5 (11,4)                                                                                                   | 40.5 (4,7) | 61,4 (16,3)                                                                                                   |
| Minima medie °F (°C)                                                                                          | 19.5 (−6.9)                                                                                                   | 21.7 (−5.7)                                                                                                   | 28.8 (−1.8)                                                                                                   | 38.5 (3,6) | 48.3 (9,1) | 58.1 (14,5)                                                                                                   | 62.7 (17,1)                                                                                                   | 60.9 (16,1)                                                                                                   | 52.9 (11,6)                                                                                                   | 41.3 (5,2) | 32.9 (0,5) | 24.0 (−4.4)                                                                                                   | 40,8 (4,9) |
| Minima istorică °F (°C)                                                                                       | −15 (−26) | −12 (−24) | −5 (−21) | 12 (−11) | 28 (−2) | 39 (4) | 46 (8) | 41 (5) | 30 (−1) | 21 (−6) | 3 (−16) | −8 (−22) | −15 (−26) |
| Precipitații inches (mm)                                                                                      | 3.03 (77) | 2.70 (68.6)                                                                                                   | 3.39 (86.1)                                                                                                   | 3.56 (90.4)                                                                                                   | 4.14 (105.2)                                                                                                  | 4.31 (109.5)                                                                                                  | 4.95 (125.7)                                                                                                  | 3.69 (93.7)                                                                                                   | 4.62 (117.3)                                                                                                  | 3.88 (98.6)                                                                                                   | 3.50 (88.9)                                                                                                   | 3.58 (90.9)                                                                                                   | 45,35 (1.151,9)                                                                                               |
| Zăpadă inches (cm)                                                                                            | 10.0 (25.4)                                                                                                   | 11.1 (28.2)                                                                                                   | 4.9 (12.4) | 1.0 (2.5) | 0 (0) | 0 (0) | 0 (0) | 0 (0) | 0 (0) | 0 (0) | 0.7 (1.8) | 5.2 (13.2) | 32,9 (83,6)                                                                                                   |
| Umiditate [%]                                                                                                 | 69.1 | 66.7 | 62.6 | 60.9 | 65.6 | 67.9 | 68.8 | 71.9 | 74.0 | 71.8 | 70.5 | 71.4 | 68,4 |
| Nr. de zile cu precipitații (≥ 0.01 in)                                                                       | 11.1 | 9.8 | 11.0 | 12.1 | 12.1 | 11.4 | 10.9 | 9.5 | 9.1 | 9.1 | 9.8 | 10.9 | 126,8 |
| Nr. mediu de zile cu ninsoare (≥ 0.1 in)                                                                      | 5.6 | 4.8 | 2.5 | .4 | 0 | 0 | 0 | 0 | 0 | 0 | .6 | 3.5 | 17,4 |
| Sursă: NOAA (relative humidity 1961–1990)                                                                     | | | | | | | | | | | | | |